# 艾尔沃
艾尔沃（法語：Airvault，法語發音：[ɛʁvo]）是法国德塞夫勒省的一个市镇，属于帕尔特奈区。2019年，市镇泰索尼耶尔并入艾尔沃。

## 地理
艾尔沃（46°49'35"N, 0°8'15"W）面积49.28 平方千米、63.88 平方千米，位于法国新阿基坦大区德塞夫勒省，该省份为法国西部内陆省份，北起曼恩-卢瓦尔省，西接旺代省，南至夏朗德省和滨海夏朗德省，东临维埃纳省。
与艾尔沃接壤的市镇（或旧市镇、城区）包括：圣热内鲁、阿赛-莱瑞莫、阿瓦耶图阿尔赛、布赛、格莱奈、伊赖、卢安、马尔讷、圣卢-拉迈雷、聖瓦朗、蒙孔图尔、平原河谷镇、迈松捷。

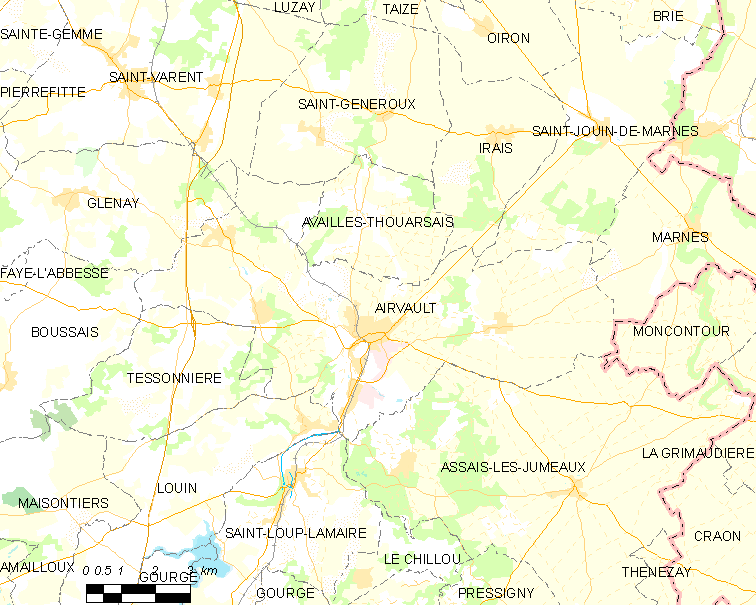
艾尔沃的OSM定位图

艾尔沃的时区为UTC+01:00、UTC+02:00（夏令时）。

## 行政
艾尔沃的邮政编码为79600，INSEE市镇编码为79005。

## 政治
艾尔沃所属的省级选区为图埃河谷县。

## 人口

1962-2008年间艾尔沃人口变化图示

艾尔沃于2022年1月1日时的人口数量为3295人。